# Pedro Bartolomé Benoit
Pedro Bartolomé Benoit Vanderhorts (Samaná, 13 de fevereiro de 1921 - São Domingos, 5 de abril de 2012) foi um militar dominicano; e presidente provisório da República Dominicana durante a guerra civil em 1965, após a dissolução do triunvirato liderado pelo também militar Donald Reid Cabral.
Pedro Bartolomé Benoit morreu em 5 de abril de 2012, na província de Santo Domingo, República Dominicana, de morte natural.